# Ladies Championship Gstaad 2017 - Qualificazioni singolare
Le qualificazioni del singolare del Ladies Championship Gstaad 2017 sono state un torneo di tennis preliminare per accedere alla fase finale della manifestazione. Le vincitrici dell'ultimo turno sono entrate di diritto nel tabellone principale. In caso di ritiro di una o più giocatrici aventi diritto a queste sono subentrati le lucky loser, ossia le giocatrici che hanno perso nell'ultimo turno ma che avevano una classifica più alta rispetto alle altre partecipanti che avevano comunque perso nel turno finale.

## Teste di serie
1. Antonia Lottner (qualificata)
2. Anna Kalinskaya (qualificata)
3. Tereza Smitková (qualificata)
4. Martina Trevisan (qualificata)
5. Kathinka von Deichmann (primo turno)
6. Başak Eraydın (qualificata)

1. Valentini Grammatikopoulou (ultimo turno)
2. Chloé Paquet (primo turno)
3. Conny Perrin (ultimo turno)
4. Jacqueline Cako (primo turno)
5. Deniz Khazaniuk (primo turno)
6. Olga Sáez Larra (ultimo turno)

## Qualificate
1. Antonia Lottner
2. Anna Kalinskaya
3. Tereza Smitková

1. Martina Trevisan
2. Anna Zaja
3. Başak Eraydın

## Tabellone

### Legenda
| - Q = Qualificato - WC = Wild card - LL = Lucky loser | - ALT = Alternate - SE = Special Exempt - PR = Protected Ranking | - w/o = Walkover - r = Ritirato - d = Squalificato |

### Sezione 1
|  | Primo turno | Primo turno        | Primo turno        | Primo turno | Primo turno |  |  | Ultimo turno | Ultimo turno    | Ultimo turno    | Ultimo turno | Ultimo turno |  |
|  |             |                    |                    |             |             |  |  |              |                 |                 |              |              |  |
|  | 1           | Antonia Lottner    | Antonia Lottner    | 6           | 6           |  |  |              |                 |                 |              |              |  |
|  |             | Anastasia Potapova | Anastasia Potapova | 4           | 2           |  |  | 1            | Antonia Lottner | Antonia Lottner | 7            | 6            |  |
|  | WC          | Xenia Knoll        | 0                  | 6           | 6           |  |  | WC           | Xenia Knoll     | Xenia Knoll     | 65           | 2            |  |
|  | 8           | Chloé Paquet       | 6                  | 3           | 3           |  |  |              |                 |                 |              |              |  |

### Sezione 2
|  | Primo turno | Primo turno       | Primo turno | Primo turno | Primo turno |  |  | Ultimo turno | Ultimo turno    | Ultimo turno    | Ultimo turno | Ultimo turno |  |
|  |             |                   |             |             |             |  |  |              |                 |                 |              |              |  |
|  | 2           | Anna Kalinskaya   | 3           | 6           | 6           |  |  |              |                 |                 |              |              |  |
|  |             | Camilla Rosatello | 6           | 3           | 1           |  |  | 2            | Anna Kalinskaya | Anna Kalinskaya | 6            | 7            |  |
|  |             | Chiara Grimm      | 7           | 4           | 3           |  |  | 9            | Conny Perrin    | Conny Perrin    | 1            | 5            |  |
|  | 9           | Conny Perrin      | 69          | 6           | 6           |  |  |              |                 |                 |              |              |  |

### Sezione 3
|  | Primo turno | Primo turno                | Primo turno                | Primo turno | Primo turno |  |  | Ultimo turno | Ultimo turno               | Ultimo turno | Ultimo turno | Ultimo turno |  |
|  |             |                            |                            |             |             |  |  |              |                            |              |              |              |  |
|  | 3           | Tereza Smitková            | Tereza Smitková            | 6           | 6           |  |  |              |                            |              |              |              |  |
|  |             | Julia Grabher              | Julia Grabher              | 2           | 1           |  |  | 3            | Tereza Smitková            | 65           | 7            | 6            |  |
|  |             | Cornelia Lister            | Cornelia Lister            | 3           | 3           |  |  | 7            | Valentini Grammatikopoulou | 7            | 5            | 1            |  |
|  | 7           | Valentini Grammatikopoulou | Valentini Grammatikopoulou | 6           | 6           |  |  |              |                            |              |              |              |  |

### Sezione 4
|  | Primo turno | Primo turno        | Primo turno     | Primo turno | Primo turno |  |  | Ultimo turno | Ultimo turno     | Ultimo turno     | Ultimo turno | Ultimo turno |  |
|  |             |                    |                 |             |             |  |  |              |                  |                  |              |              |  |
|  | 4           | Martina Trevisan   | 5               | 7           | 6           |  |  |              |                  |                  |              |              |  |
|  |             | Diāna Marcinkēviča | 7               | 64          | 4           |  |  | 4            | Martina Trevisan | Martina Trevisan | 6            | 6            |  |
|  |             | Andrea Gámiz       | Andrea Gámiz    | 6           | 6           |  |  |              | Andrea Gámiz     | Andrea Gámiz     | 2            | 2            |  |
|  | 11          | Deniz Khazaniuk    | Deniz Khazaniuk | 3           | 3           |  |  |              |                  |                  |              |              |  |

### Sezione 5
|  | Primo turno | Primo turno            | Primo turno     | Primo turno | Primo turno |  |  | Ultimo turno | Ultimo turno    | Ultimo turno | Ultimo turno | Ultimo turno |  |
|  |             |                        |                 |             |             |  |  |              |                 |              |              |              |  |
|  | 5           | Kathinka von Deichmann | 7               | 0           | 2           |  |  |              |                 |              |              |              |  |
|  |             | Anna Zaja              | 5               | 6           | 6           |  |  |              | Anna Zaja       | 6            | 2            | 6            |  |
|  |             | Tess Sugnaux           | Tess Sugnaux    | 0           | 4           |  |  | 12           | Olga Sáez Larra | 4            | 6            | 1            |  |
|  | 12          | Olga Sáez Larra        | Olga Sáez Larra | 6           | 6           |  |  |              |                 |              |              |              |  |

### Sezione 6
|  | Primo turno | Primo turno            | Primo turno    | Primo turno | Primo turno |  |  | Ultimo turno | Ultimo turno           | Ultimo turno           | Ultimo turno | Ultimo turno |  |
|  |             |                        |                |             |             |  |  |              |                        |                        |              |              |  |
|  | 6           | Başak Eraydın          | Başak Eraydın  | 6           | 6           |  |  |              |                        |                        |              |              |  |
|  | WC          | Ylena In-Albon         | Ylena In-Albon | 4           | 3           |  |  | 6            | Başak Eraydın          | Başak Eraydın          | 7            | 6            |  |
|  |             | Aleksandrina Naydenova | 6              | 4           | 6           |  |  |              | Aleksandrina Naydenova | Aleksandrina Naydenova | 64           | 1            |  |
|  | 10          | Jacqueline Cako        | 4              | 6           | 3           |  |  |              |                        |                        |              |              |  |